# Efekt piezorezystywny
Efekt piezorezystywny – zjawisko fizyczne polegające na zmianie rezystancji elektrycznej materiału pod wpływem działającej siły (naprężeń). Efekt piezorezystywny różni się od efektu piezoelektrycznego tym, że występuje jedynie zmiana rezystancji, nie powstaje siła elektromotoryczna (SEM).

## Historia
Zmiana rezystancji metalu pod wpływem przyłożonej do niego siły została odkryta w 1856 roku przez Lorda Kelvina. Właściwości piezorezystywne w półprzewodnikach (krzem i german) zostały odkryte w 1954 roku (Smith).

## Mechanizm
Czułość przyrządów piezorezystywnych jest opisana współczynnikiem czułości materiałowej
{\displaystyle K={\frac {dR}{R}}{\frac {1}{\epsilon _{l}}},}
gdzie {\displaystyle \epsilon _{l}} to odkształcenie liniowe, czyli wydłużenie względne.
Efekt piezorezystywny w metalu występuje jedynie z powodu zmiany jego wymiarów geometrycznych pod wpływem przyłożonej siły mechanicznej, w związku z tym upraszcza się do wzoru
{\displaystyle K=1+2\nu ,}
gdzie {\displaystyle \nu } to współczynnik Poissona metalu.
Efekt piezorezystywny w półprzewodnikach może być nawet kilkukrotnie większy niż w metalach. Występuje w germanie oraz wielu odmianach krzemu: polikrystalicznym, amorficznym, w monokryształach krzemu oraz węgliku krzemu (SiC).